# Francisca de Asís Sanchis Ferrer
Francisca de Asís Sanchis Ferrer (València, 24 d'abril de 1896 - València, segle XX) va ser una mestra, naturista i lliurepensadora valenciana. Va néixer al si d'una família de la mitjana burgesia valenciana. Son pare, comerciant, la posaria en contacte amb el naturisme, el laïcisme i el republicanisme: els tres pilars bàsics de la seua vida.
Després d'estudiar a la Institució per a l'Ensenyament de la Dona, vinculada a la Institució Lliure d'Ensenyament (ILE), que practicava un ensenyament lliure i actiu, ingressarà a la Normal Femenina per tal de cursar Magisteri, i es titula el 1918. Anys després realitzarà un curs de mestra puericultora en l'Escola Provincial de Puericultura. Entre les seues professores de la Normal, estarien María Carbonell i Angelina Carnicer, relacionades amb el sector moderat de la Institució Lliure d'Ensenyament, influència que la marcaria de per vida en l'àmbit pedagògic i ideològic.
Durant un curs exercí d'institutriu a Mazagan (Marroc). El 1922 ingressà en el cos del Magisteri. La seua primera destinació fou l'escola unitària de xiquetes de Pina de Montalgrao, a l'Alt Palància, a la soca de la serra d'Espinà. Hi romandrà vuit anys, encara que durant la dictadura de Primo de Rivera se li obrirà un expedient governatiu, segurament pels estrets vincles que mantenia amb lliurepensadors, naturistes, republicans i maçons.
Bé és cert que, identificada amb un sentiment avançat per l'època, liberal, fins i tot, llibertari, el seu pensament es caracteritzava per una defensa de la cultura, de la igualtat i de la fraternitat que es concretava en la pràctica del naturisme i del pensament lliure. Des de molt prompte s'havia introduït en els cercles naturistes valencians – els Manaut Vigletti, els Roca, els Monleón- que es reunien a Torrent, i feien excursions al Vedat, El Saler... Una colla de la qual formava part un comerciant d'esquerres, Joaquín Calvo Gómez, maçó i membre de la Societat Vegetariana Naturista, amb qui establiria estretes relacions que els conduirien al matrimoni, encara que eren partidaris de l'amor lliure, i tindrien un fill, Horaci, i una filla, Palmira.
Nomenada mestra en l'escola de pàrvuls de Llíria (1930), el 1936 serà traslladada a València a la Fundación Pablo Iglesias (abans Asilo Romero), per tal de complir amb el decret de substitució dels ordes religiosos en establiments dependents de la Diputació.
Abans de proclamar-se la república, havia ingressat en la Federació Espanyola de Treballadors de l'Ensenyament (FETE), com a la primera dona que formaria part de l'organització a València. El desembre de 1934, després dels successos revolucionaris, s'afilià a Esquerra Republicana i exercí de delegada electoral a Llíria en les eleccions de febrer; en octubre del 1936 s'afilià al PSOE.
Finalitzada la guerra, fou detinguda, acompanyada de Palmira, i empresonada en una casa particular en Llíria. En novembre del 1939 seria jutjada en Consell de Guerra, acusada de propagar en l'escola idees marxistes i antireligioses. Condemnada a la pena de sis anys i un dia de presó, fou traslladada a la de Santa Clara on coincidirà amb Amparo Navarro i Ángela Sempere. De manera paral·lela al procés penal, el Ministeri d'Educació li obri l'expedient de depuració i la sanciona amb separació definitiva del Magisteri.
La seua vida en la presó va ser força dura i no eixirà fins al 1945. Apartada definitivament de la professió, haurà de dedicar-se a tota mena de feines per tal de poder sobreviure.
El llarg exili interior no la faria, però, defallir i recorreria la seua expulsió fins que en desembre de 1964 la sanció es transforma en la de trasllat dins de la província, sense poder demanar plaça durant tres anys amb la prohibició d'exercir càrrecs directius i de confiança. En gener de 1965, tornaria a exercir la docència quan ja tenia 69 anys.